# Hosianna
Hosianna oder Hosanna zu hebr.: הוֹשִׁיעָה נָּא [ hoʃiʔa na] ist ein Fleh- oder Jubelruf an Gott oder einen König. Hoschiana (eigentlich zwei Wörter) bedeutet „Hilf doch!“, oder „Hilf bitte!“. Er bildet eine immer wiederkehrende Anrufung, die Eingang in die Hallel-Gebete, die Lobpsalmen, gefunden hat. Im Laufe der Zeit – auch schon in der jüdischen Liturgie – erfolgte ein Bedeutungswechsel hin zu einem Heilsruf, den Christen am Palmsonntag singen und der sich in der katholischen und orthodoxen Eucharistiefeier sowie in der evangelischen Abendmahlsliturgie auch im Sanctus findet.
Der Ausdruck erscheint in den Evangelien der Bibel im Zusammenhang mit dem Einzug Christi auf einer Eselin nach Jerusalem in der Formel „Hos(i)anna dem Sohne Davids! Gelobt sei, der da kommt in dem Namen des Herrn! Hosianna in der Höhe!“ (so Mt 21,9 ; mit ähnlichen Formulierungen Mk 11,9f ; Joh 12,13 ; außerdem Lk 19,28 , hier wird aber auf den Ausdruck „Hosianna“ verzichtet). Nach der Evangelischen Gottesdienstordnung wird diese Stelle an zwei Sonntagen im Kirchenjahr als Evangelium verlesen: am Palmsonntag (Joh 12,12–19 ) und am 1. Advent (Mt 21,1–9). Auch im Sanctus der Messe ist er ein Willkommensgruß, nämlich an den sakramental gegenwärtig werdenden Christus.
Auf dem aramäischen Ausdruck hoscha’ na basiert altgriechisch Ὡσαννὰ [ho:sanna], lateinisch hosanna des griechischen Neuen Testaments bzw. der Vulgata und der katholischer Liturgie. Von der hebräischen Form hoschia’ na leitete Luther sein hosianna ab. Auf der hebräischen Wurzel יָשַׁע [ jaʃa ] „retten“, oder „helfen“ basiert auch die hebräische Form des Namens „Jesus“, יְהוֹשֻׁעַ „Jehoschua“ (JHWH ist Rettung).
Ursprünglich stammt der Ausdruck aus dem 118. Psalm, Vers 25  nach hebräischer (entspricht der evangelischen) Zählung (so auch die Einheitsübersetzung) bzw. dem 117. (nach griechischer, entspricht der traditionellen katholischen Zählung). Dort wird er in nichthebräischen Bibeln aber meist nicht stehengelassen, sondern übersetzt; deutsche Bibeln haben oft „Ach, Herr, hilf doch!“ oder ähnliches. Dieser Psalm ist im Judentum ein Höhepunkt der Pessach-Liturgie, die zur Zeit Jesu noch im großen Stil im Tempel in Jerusalem gefeiert wurde. Da Jesus zum Pessachfest nach Jerusalem kam, bezog man offenbar diesen sehnlichen Gebetsruf auf ihn und erwartete durch ihn die Hilfe Gottes. Aber wer darunter die gewaltsame Vertreibung der Römer verstand, wurde mit dem Vollzug der Kreuzigung an Jesus durch diese enttäuscht.
In der jüdischen Liturgie finden sich Gebete mit dem wiederholten Aufruf hoschia’ na zudem besonders am siebten Tag von Sukkot, der darum auch als „Großes Hosianna“ bezeichnet wird. An den Sukkot-Feiertagen gewinnen diese Worte beim Umzug mit dem Feststrauß, Lulaw, in den Synagogen ein besonderes Gewicht. Hoschana ist eines jener hebräischen Wörter, die in die Liturgie der Nichtjuden als „Hosianna“ übernommen worden ist.
Die älteste Glocke im Freiburger Münster trägt den Namen Hosanna. Sie stammt aus dem Jahr 1258 und ist eine der ältesten Glocken dieser Größe (Durchmesser 1607 mm, Masse 3290 kg).